# Омеровичи (Вишеград)
Омеровичи (серб. Омеровићи / Omerovići) — село в общине Вишеград Республики Сербской Боснии и Герцеговины. Население составляет 12  человек по переписи 2013 года.